# Traité de Kardis

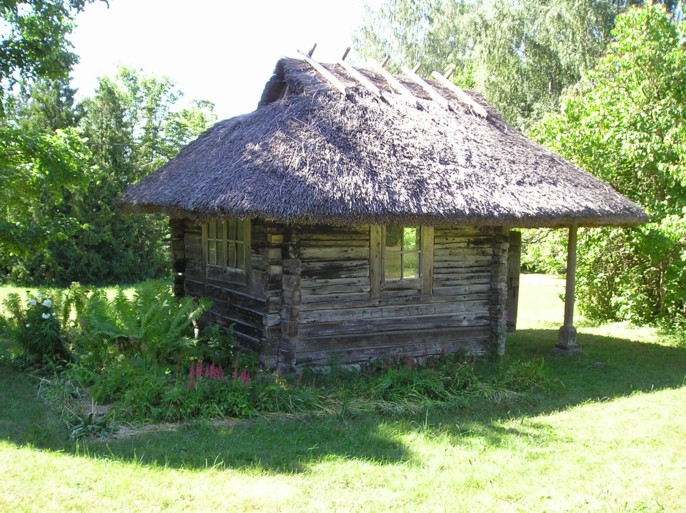
Petite maison près du manoir de Kärde, où, selon le folklore, le traité a été signé.

Le traité de Kardis fut signé en 1661 entre la Russie et la Suède. Il fait partie des traités qui conclurent la première guerre du Nord.
Ce traité confirma les termes du traité de Stolbovo de 1617, et rendait à la Suède les villes livoniennes prises par la Russie durant le conflit.